# Archocentrus centrarchus
Archocentrus centrarchus és una espècie de peix de la família dels cíclids i de l'ordre dels perciformes.

## Morfologia
- Els mascles poden assolir 11 cm de longitud total.[4][5]

## Alimentació
Menja detritus i insectes.

## Hàbitat
És una espècie de clima tropical entre 26 °C-36 °C de temperatura.

## Distribució geogràfica
Es troba a Centreamèrica: vessant pacífic (Hondures i Nicaragua) i vessant atlàntic (des del riu Chirripó -Costa Rica- fins al riu San Juan -Nicaragua-).